# Лалю Недев
Лалю Спасов Недев е български адвокат, 48-и кмет на Бургас в периода 19 ноември – 21 декември 1939 година.

## Биография
Роден е през 1885 г. в град Казанлък. Сред основателите на кооперация „Напредък“ и член на нейния управителен съвет. Помощник-кмет е на Бургас от 1936 до 1939 г., когато става кмет на града поради неочакваната смърт на Атанас Сиреков. Остава на длъжността до 21 декември същата година. През 1944 г. е назначен за директор на Дирекцията за разпределения в София. Завръща се в Бургас през 1946 г.